# شخص‌شناسی
شخص‌شناسی شکل نویی از یکی از دانش‌نماهای قدیمی یعنی چهره‌خوانی (علم فِراست) است که از سوی طرفداران گروه «عصر جدید» ارائه شده‌است. روش‌های شخص‌شناسی با جمجمه‌خوانی نزدیکی دارد.
شخص‌شناسان می‌کوشند تا میان شکل ظاهریِ چهره و بدن افراد و رفتار و منش آنها ارتباط و پیوندی بیابند.
شخص‌شناسی و روش‌های آن از سوی دانشمندان رد شده و به‌عنوان یک دانش‌نمای کاملاً بی‌پایه شناخته می‌شود.